# 聖痕鍊金士角色列表
聖痕鍊金士角色列表為日本漫畫《聖痕鍊金士》及其動畫登場的角色。

## 聖山
亞歷山大·尼克拉葉維奇·赫爾（沙夏）（聲：皆川純子／三瓶由布子）
俄國人，操縱鐵（包括血液裡面的鐵質）的鍊金士，左眼有十字架型的聖痕（其聖痕為幼年時被黃金之Qwaser所傷），幼年時的恐怖回憶造成他的冷酷個性，別號致命者沙夏（東正教稱殉教者為致命者）。第一位生神女是仙道六實，故事開始時生神女為泰蕾莎·維里亞。
因聖乳和體力不足而倒下於米海洛普學園，被真冬和燈救了，其後秘儀12使徒開始了對沙夏作出攻擊。在學園時，沙夏和真冬同居，喜歡喝羅宋湯；隨着相處的時間愈長，開始喜歡上真冬。在真冬被水銀魔女襲擊時因憤怒而第一次使用第四階段能力“鮮血之劍”之後失去意識，醒來後性格退化被卡恰騙自己原本是女生因為受到詛咒而變成男生的姿態，最後在被鉛煉金士襲擊時甦醒恢復意識。後與鳳榊一郎一戰，被對方提醒不能只為了復仇，要有想保護珍重的人的心，成功正式登上第四階段，並戰勝了鳳。
當真冬回到學園，成為沙夏的生神女。查過鳳留下來的資料，估到水之聖堂就藏在學園的湖中，隨即趕去湖，發現卡恰和藤臣正要大打出手，阻止了二人。其後與腓特烈·多拿、蓋歐魯克·多拿和葵對戰，與卡恰和藤臣聯合使用三位一體冥府之門殺了腓特烈·多拿。
於文化祭中被大修女擊敗，被拉去訓練。大修女發現他和真冬之間的關係會成為對方的弱點，要求交換生神女。因於訓練中敗給大修女，華成為沙夏的生神女，前往翠玪學園尋找雷之攜香女。
於翠玪學園與天乃翼成為朋友，亦結識了吉達。在真冬和卡恰幫助下，解決了雷之攜香女一事，亦從此事明白愛情和依賴的分別。
雷之攜香女一事後，真冬做回沙夏的生神女。回到米海洛普學園，過了短暫的校園生活。但因天空之城知道黃昏先導者藏於艾多卡身上，南美散佈名「吸血鬼之蟲」的病毒。在吉達幫助下，制止病毒的散佈，但南美就成為不死之身。沙夏一人對上南美，苦戰後總算贏了，並前去幫助真冬等人，發現腓特烈於艾多卡身體復活，並運用黃昏先導者打開通往水之聖堂的路。在真冬幫助下，與李梅一起進入水之聖堂。於聖堂內與喬舒亞交戰，並贏了，同時亦救了喬舒亞一命。與吉達協合和李梅獻上自己的生命，解決了因黃昏先導者所起的動亂。
完了動亂後，回到聖山，被大修女告知真冬心臟上加了元素回路。為幫真冬解除元素回路，前去找至聖女阿嘉莎幫忙，但反被阿嘉莎所制伏。因潛入至聖女寢室，聖山要處死沙夏，但在大修女勸募，不必處死，可是真冬因心臟上的元素回路起動而倒下。為救真冬，沙夏參加至聖女祭典，而泰蕾莎就暫時重新成為他的生神女。祭典期間，有一名和沙夏有着同一面貌的人殺了上席至聖女祭典優勝者雷斯丁·巴洛，並被藤臣見到，導致二人關係變差。因六實不相信沙夏會做出如此的事，私自會見沙夏，但結果就於街頭身受重傷。雖然沙夏否認傷害六實，但藤臣不理會，於準決賽上和沙夏作出死鬥，最後藤臣被沙夏的劍插穿胸部，沙夏進入決賽。沙夏認為至聖女祭典中的面具人麥斯卡冒用他的身份，於晚上等待麥期卡的來臨。沙夏和麥斯卡戰鬥起來，並發現麥斯卡面具底下的面目便是沙夏。此時藤臣亦到來，原來準決賽上的戰鬥是藤臣為了引出真兇而做的一場戲。沙夏和藤臣合力擊敗麥斯卡，但因薇爾瑪修女阻礙，而被麥斯卡走掉了。為了知道事情的真相，沙夏走去問被捉的薇爾瑪修女，但此時鳳榊一郎出現，救走了薇爾瑪修女，並說出「神化計畫」。被鳳提醒，沙夏知道阿嘉莎有危險，立刻跑去阿嘉莎的寢室，但到達時已發現阿嘉莎被麥斯卡先姦後殺。沙夏非常憤怒，並和麥斯卡決戰，知道麥期斯是為了復活沙夏而做的克隆體。最後沙夏殺了麥斯卡，並用阿嘉莎事前已做好的元素回路救了真冬。阿嘉莎的死對沙夏做成巨大的疙瘩，在真冬的開解下總算振作起來。
在OAD「女帝的肖像」中，在真冬他們健康檢查時，站在樹上偷窺，結果被制裁了，在OAD中曾言喜歡大胸部。
織部真冬（聲：生天目仁美／藤村步）
被學園前任理事長山邊雄大收養的孤兒，和山邊燈是好朋友，以前是劍道部的成員。和燈一樣是現任劍之生神女。
保護著燈，認為是收養他的叔叔，山邊雄大，給他的任務（收養她的原因）。
放學路上見到一人倒在地上，那人便是沙夏。從遇到沙夏的那刻起，亦被捲入戰鬥之中。隨着相處的時間愈長，她和沙夏亦互相喜歡上對方。於沙夏前往與鳳榊一郎一戰前，告知沙夏她沒有被山邊雄大收養前的記憶，燈就是她存在在世上的證明。在與鳳榊一郎一戰中，抱着女皇之卵衝向被黃金鍊金士控制身體的燈。此時藏於女皇之卵中的劍之生神女開始孵化，劍之生神女被平分在真冬和燈身上。其後燈被愚者所捉，出現聖山和秘儀同時得到一半的劍之生神女的情況。之後真冬前去聖山受訓，掌握了劍之生神女的用法，而心臟上亦加了元素回路。如真冬被秘儀所捉就發動元素回路，殺死真冬，防止秘儀得到完整的劍之生神女。
回到校園後，與沙夏一起解決了「嵐」事件。其後藤臣和六實來到聖米海洛普學園，認識了二人。於水之聖堂一戰中，被下了「人偶」元素回路的華捉了，用來打開通往水之聖堂的路。最後在沙夏、卡恰和藤臣努力戰鬥下，阻止了腓特烈·多拿的計劃，亦救了真冬。
於文化祭中，大修女出現，被拉去訓練。大修女發現她和沙夏之間的關係會成為對方的弱點，建議交換生神女。於和大修女的訓練中，見到沙夏因自己而敗，接受大修女的建議，成為藤臣的生神女。但因利茲和泰蕾莎來到，再次交換生神女，真冬成為卡恰的生神女，前去德國尋找黃昏先導者的下落。於德國中被當地人熱烈歡迎，對卡恰說要懷疑還是相信人，她會選擇相信別人開始。
離開德國後，前去翠玪學園幫助沙夏，與沙夏合作殺了汪震。
返回聖米海洛普學園後，過了短暫的校園生活。其後天空之城知道黃昏先導者藏於艾多卡身上，雷歐和李梅向校園進發。真冬保護着艾多卡和辻堂美由梨，雖然吉達和喬舒亞先後來到，但還是苦戰中。其後腓特烈於艾多卡身體復活，並運用黃昏先導者打開通往水之聖堂的路。真冬用劍之生神女強行阻止通往水之聖堂的路關上，讓沙夏成功進入水之聖堂，最後一刻對沙夏說一切交給他。
完了動亂後，回到聖山。因聽到沙夏被聖山捉了，並要被處死，心臟上的元素回路起動而倒下。之後被阿嘉莎做的元素回路救回，因剛康復，真冬暫時不能擔起生神女一職。
在OAD「女帝的肖像」中提到，一被吸胸部就會覺得很舒服，是現任劍之生神女。
葉卡捷林娜·庫萊（卡恰）（聲：宮崎羽衣／平野綾）
俄國人，真實身份為羅曼諾夫王朝的末代女皇，操縱銅的鍊金士，操縱斷罪天使（人偶）安娜塔西亞與異端交戰，故有赤銅的人偶師之名，個性表面上天真無邪，但是骨子裡是重度的Ｓ。
兒時和牛奶是同學，並被當時為她的教師的儀仗所傷。
初來日本時，與沙夏交戰，並壓倒性擊敗沙夏。先後介入沙夏和使徒們的戰鬥。後因要奪取鳳榊一郎手上女皇之卵，與鳳交戰，但因黃金鍊金士的出現，而失去了斷罪天使，轉於場外發射電磁砲。完了與鳳的戰鬥後，成功拿到女皇之卵。其後成為利茲的入學審問官，但因同學被使用從腓特烈·多拿手中取得「依附木」元素回路的教師襲擊，而前去救援，與利茲合作戰勝，並認可了利茲。
後因華被腓特烈下了「人偶」元素回路，告知卡恰她被藤臣強姦了，而前去和藤臣戰鬥。幸好沙夏識破了，阻止了二人的戰鬥。於水之聖堂一戰中，聯同沙夏和藤臣與腓特烈·多拿、蓋歐魯克·多拿和葵對戰。最後與沙夏和卡恰聯合使用三位一體冥府之門殺了腓特烈·多拿。
其後於文化祭中被大修女擊敗，被拉去訓練。因於訓練中敗給大修女，被迫交換生神女，六實成為她的生神女。但因利茲和泰蕾莎來到，再次交換生神女，真冬成為她的生神女，並前去德國尋找黃昏先導者的下落。於德國遇到雷歐，並被當地人熱烈歡迎，使她感到人的溫柔。離開德國後返回日本，並前去翠玪學園幫助沙夏，發現華被困在常青之國。在華不在時，綾女成為卡恰的奴隸，並一起前去救華。
完了雷之攜香女的任務，華做回卡恰的生神女。其後遇到天空之城等人，再次遇到雷歐，並知道他是天空之城一人。查過消息後，發現天空之城把她於德國時暫留的小村的人全殺了。因卡恰不想明顯反對歐洲主教史米諾夫，而沉着氣。於因黃昏先導者所起的動亂中，由於身分問題，沒有介入動亂中。
於至聖女祭典中，受史米諾夫要求，參加至聖女祭典。其後雷歐告知她，史米諾夫因在與某人會面期間被沙夏偷聽，要求她如在至聖女祭典中對上沙夏，要不留情殺死他。之後問沙夏，知道史米諾夫所說的是不可能。期後知道史米諾夫於祭典前，在梅羅斯的引見下，和黃金鍊金士進行密會。知道此事的卡恰開始反抗史米諾夫，即使在場上對上天空之城的人，也不留情殺死對方。祭典期間聽到沙夏殺了巴洛和傷害六道，卡恰認為是有人假冒沙夏的身分，而那人便是麥期卡。於準決賽上對上麥期卡，打算在此確認麥期卡面具底下的樣，但麥期卡故意敗給卡恰而失敗，而卡恰就進入決賽。之後受塔瑪拉所求，要私下處決被捉的維爾瑪修女，因好奇心而答應，於牢獄中遇到沙夏等人。但鳳榊一郎出現，救走了維爾瑪修女，聽到「神成計畫」。
桂木華（聲：清水愛／日笠陽子）
美由梨的同學，原為素質比美由梨好，所以被卡恰選作吸乳的對象，但經過长时间的相处，使彼此间相互依赖的羁绊之情逐渐加深。虽然表面上卡恰对华有些言语上的侮辱，暗地里对华有些肉体上的羞辱，甚至说过：“虽然我对她厌倦丢掉也无妨。”的话，但是卡恰心里还是很在意華的。卡恰也對華有著為卡恰的生神女和現任雷之攜香女。
是個蘿莉控也是個重度Ｍ。被卡恰稱為“母狗”，稱卡恰為“女王大人”。隨着和卡恰一起生活時間愈來愈長，雙方亦建立起相當的感情。
於米海洛普學園文化祭時，被大修女拉了去訓練。因卡恰等人於訓練中敗給大修女，被迫交換生神女，而暫成為沙夏的生神女，一起前往翠玪學園尋找雷之攜香女。於翠玪學園與天乃翼成為朋友，被翼認為她和沙夏是情侶。後被汪震捉了，被困在常青之國。之後翼於常青之國被汪震殺了，臨終時把雷之攜香女交給華，希望華用它保護自己希望保護的人。
完了雷之攜香女的任務，做回卡恰的生神女。後於因黃昏先導者所起的動亂中，由於卡恰身分問題，不能介入動亂中，只能在場外擔心學園內的人。
在OAD「女帝的肖像」中提到，即使是被女生吸也會覺得很舒服。
利茲（聲：-／清水愛）
操縱鈦，武器是斬鐵劍〔Excalibur〕，師傅為鳳榊一郎。
當真冬前往山邊雄大的秘密基地時，被秘儀的人襲擊，但就被鳳榊一郎和利茲救了，因此認識了真冬。後因鳳榊一郎要尋找藏於聖米海洛普學園中的瑟魯依·蘇，利茲跟隨師傅來到學園，並成為學生，但經常被誤為男生。
其後鳳榊一郎為使沙夏登上更高階段，派了利茲和泰蕾莎迎戰沙夏，但雙雙被沙夏打敗。當鳳榊一郎被沙夏所殺時，臨終時希望利茲成為沙夏的同伴。
之後利茲過了卡恰的入學審問，成為聖山一員，生神女是泰蕾莎·維里亞。
於因黃昏先導者所起的動亂中，利茲和泰蕾莎以主教會議傳令人的身分，阻止天空之城主要部隊進入學園。
酒量超差，連喝碳酸飲料都能醉。
於至聖女祭典中，因真冬心臟上的元素回路起動而倒下，利茲就在旁照顧她。
泰蕾莎·維里亞（聲：茅原實里／同左）
學校里的教堂的修女，因為工作的關係，經常缺席上課。
因為小時候經歷的關係（小時候收留她的教堂裡的所有人，被操縱氯元素的鍊金士所殺害，包括疼愛她的維爾瑪修女），比较不善于表露自己的感情。罩杯為C罩杯。偏爱前扣式的胸罩。
沙夏的前任生神女，後因發現沙夏和真冬是命運的一對，放下沙夏生神女一職，成為利茲的生神女。
後於因黃昏先導者所起的動亂中，和利茲以主教會議傳令人的身分，阻止天空之城主要部隊進入學園。
於至聖女祭典中，因真冬心臟上的元素回路起動而倒下，暫時重新成為沙夏的生神女。祭典中被蓋歐魯克·多拿派來的人偶襲擊，而中毒倒在地上，被維爾瑪修女救了，之後泰蕾莎並沒有對沙夏說出維爾瑪修女復活一事。
在OAD「女帝的肖像」中提到，雖然是被像沙夏這樣弟弟般的存在吸乳，還是會覺得很舒服，喜歡沙夏。
由理·野田（聲：-／千葉進步）
學園的教堂的神父，右眼戴着眼罩，是代聖山給予沙夏和卡恰任務的人，隸屬聖山組織中的東方教會。
因為知道當時的沙夏無法戰勝鳳榊一郎，即使知道鳳來到聖米海洛普學園，亦不告知沙夏。
完了水之聖堂一戰後，安排大修女來文化祭，訓練沙夏等人。
於雷之攜香女一段故事中，擔當翠玪學園的老師潛入學園，並知會沙夏如果他無法回收到雷之攜香女，天空之城將毁滅翠玪學園。根據儀仗所說，他是一名知道很多事的人。
後於黄昏之先導者一段中，為阻止天空之城進入聖米海洛普學園，曾經想打開眼罩，但因利茲和泰蕾莎趕到而沒有打開，眼罩之下疑似孕育著強大的力量。當沙夏等人於聖米海洛普學園與雷歐·馬克斯·繆拉、李梅和沖浦南美交手時，他在場外與克利弗多·C·J·克羅弗多玩國際象棋，不讓天空之城主要部隊進入學園。
藤臣弼（聲：-／興津和幸）
高野山咒術師一席，操縱釹（Nd）的鍊金士。生神女是仙道六實，同時彼此都很喜歡對方。
弼的家族是從古至今不斷延續的法師血統，代代都受當時掌權者玩弄的家系，故此非常討厭賣弄奇蹟的人。
為了找出劍之生神女的持有人，與六實一起入讀聖米海洛普學園。為增取時間給六實調查真冬，曾與沙夏交手。其後腓特烈·多拿用元素回路假裝六實身受重傷，並告說藤臣是卡恰所造，導致藤臣差點兒與卡恰大打出手，幸好沙夏識破了腓特烈·多拿的計畫。
於水之聖堂一戰中，聯同沙夏和卡恰與腓特烈·多拿、蓋歐魯克·多拿和葵對戰，並重創蓋歐魯克·多拿。最後與沙夏和卡恰聯合使用三位一體冥府之門殺了腓特烈·多拿。
其後藤臣參與米海洛普學園文化祭時，被大修女擊敗，並被告知他要與沙夏和卡恰一起接受大修女的訓練。因於訓練中敗給大修女，被迫交換生神女。但因之後利茲和泰蕾莎來到，再次交換生神女，令生神女轉回六實。
於至聖女祭典中再登場，與雷歐·馬克斯·繆拉交戰，並勝出。告知沙夏知金剛眾大僧正臨死前作了一個預言，日本將有大災難，為救日本而參加至聖女祭典。期後因見到老朋友巴洛被沙夏所殺，和六實身受重傷而對沙夏恨之入骨，於準決賽上和沙夏作出死鬥，並被沙夏的劍插穿胸部而敗了。之後於沙夏和麥期卡戰鬥期間出現，原來於準決賽上，藤臣用最大磁力分解了沙夏的劍，並於背部重新結合，假裝被插，最後並交給沙夏一張紙條，向沙夏道歉。二人合力擊敗麥期卡，但因維爾瑪修女阻礙，而被麥期卡走掉了。為了知道事情的真相，藤臣和沙夏走去問被捉的維爾瑪修女，但此時鳳榊一郎出現，救走了維爾瑪修女，並說出「神成計畫」。
仙道六實（聲：-／黑河奈美）
沙夏的第一位生神女，現時為藤臣弼的生神女。與藤臣弼互相喜歡。
雖然自己說過她的身心都屬於弼，她深愛的男人全宇宙就只有弼一人，不過和女孩子一起是例外的。最喜歡強勢的女孩。
為了找出劍之生神女的持有人，與藤臣一起入讀聖米海洛普學園，並查出真冬為持有人。
其後被中了腓特烈·多拿的「人偶」元素回路的華所捉，於水之聖堂一戰中被當人質。因不想因為自己而使藤臣所傷，把心口衝向蓋歐魯克·多拿的刀。蓋歐魯克·多拿因她的自殺行為而分心，被藤臣重創。雖然心口中刀，但沙夏控制她血液的流動，得以保命。其後及川麗亦來到，幫仙道止血。
之後與藤臣參與米海洛普學園文化祭，被大修女擊敗，要與沙夏和卡恰一起接受大修女的訓練。
於至聖女祭典中以藤臣的生神女再登場。祭典期間，聽到巴洛被沙夏所殺。因不相信沙夏會做出如此的事，私自會見沙夏，但結果就於街頭身受重傷，入了醫院，至聖女祭典結束時順利出院。

## 聖米海洛普學園
山邊燈（聲：名塚佳織／豐崎愛生）
山邊雄大的女兒，有一對豐滿的巨乳，罩杯為E罩杯，個性非常天然呆。在父親失蹤後，和織部真冬兩人一起生活。常常受到班上同學的疏遠和欺負，但總是微笑着。和真冬一樣是現任劍之生神女。
被黃金鍊金士訂上聖釘，被遠距離吸取聖乳，故此需要定期吸取由泰蕾莎提供的聖乳。後來尋找失憶的沙夏時被鳳榊一郎捉住。在與鳳榊一郎一戰中，燈的身體被黃金鍊金士所控制。但因有一半劍之生神女被放在燈身上，使聖釘的密度減低，讓燈暫時取回身體的控制權。可惜愚者從後偷襲，捉了燈回花園。被捉後結交了吉達和阿斯塔蒂，成了朋友。喬舒亞和葵亦曾負責照顧她。
辻堂美由梨（聲：柚木涼香／川澄綾子）
學園現任理事長的女兒，很想和沙夏親近，但是沙夏對她很不屑。平常總以傲慢的態待對待他人。
喜歡卡恰，曾於展覽館，為救卡恰而自願脫去衣服。最在意的人是真冬。當真冬單獨前去山邊雄大的故居時亦一起同行，但就被秘儀襲擊。幸好利茲前來救援，亦有被利茲吸取聖乳。
當真冬等人離開校園時很寂寞，於動畫第2季中曾因寂寞，和御手洗跑去找燈一起洗澡。當沙夏等人因任務離校時，遇到艾多卡，並發現艾多卡有超出常人的能力，與御手洗史伽和艾多卡一同開了算命館。
當真冬回校時，是首位到真冬家的人。於因黃昏先導者所起的動亂中，與真冬和艾多卡共同行動。遇上雷歐和李梅後，為保護艾多卡而被雷歐的愛狼羅伯推下岸邊。幸好吉達趕到救了她，並被吉達吸取聖乳而失去意識。完了動亂後，因艾多卡死去，算命館亦關門了。
御手洗史伽（聲：-／花澤香菜）
班長，性格比較消極被動。初中的时候被周圍的同學欺負，被稱作洗手间的小史。
因為偶然看見救下樹上小貓沙夏的溫柔表情，而喜歡上沙夏。
於夏娃·希尔瓦襲擊學校時，勇於抵抗她，其後首次被沙夏吸取聖乳，史伽的英勇行為被沙夏所讚賞。當沙夏等人因任務離校時，與辻堂美由梨和艾多卡一同開了算命館。當沙夏等人回校後，發現沙夏和吉達關係差。使用於保齡球賽中獲勝的權利，要沙夏和吉達做好朋友。
當柊弓江被南美打入名「吸血鬼之蟲」的病毒時，剛好發現。原本想立刻通知沙夏，但被發現，被南美打入病毒，被派去襲擊沙夏。沙夏機警，制服了她。御手洗極力抵抗病毒，說出沖浦南美是散佈病毒的人，使眾人知道她是天空之城的成員。
完了動亂後，與沙夏逛街，但被人襲擊。再次被沙夏吸取聖乳，亦於此正式知道鍊金士的存在。
艾多卡（聲：水原薫）
正當沙夏等人因任務離校時，出現在御手洗史伽和辻堂美由梨面前，希望找到沙夏。
由於行為舉止女性化，常被人誤認為女性，真正性別是男性，但還是穿女生校服。
紋章師，擁有着各種元素回路，包括黃昏先導者。
因有超出常人的能力，與辻堂美由梨和御手洗史伽一同開了算命館。吉達被捉到聖米海洛普學園時，與吉達成了朋友。
當沙夏等人回校後，見到沙夏攻擊吉達，運用黃昏先導者的力量阻止，亦在此找到沙夏。但亦因運用了黃昏先導者，被南美見到，給天空之城知道他是黃昏先導者的持有人。其後告知沙夏等人他是腓特烈·多拿的擁有物，是腓特烈用來放元素回路的容器。當腓特烈於水之聖堂一戰中被殺後獲得自由，想活下去。
後來天空之城攻入學校，被雷歐和李梅迫至岸邊。幸好吉達和喬舒亞先後到來，前來救援。但喬舒亞對他使用由黃金鍊金士提供的元素回路，讓腓特烈於他身體復活。從腓特烈口中得知，艾多卡只是他製造出來的臨時人格，讓他有機會復活，從腓特烈於他身體復活後，艾多卡就消失了。但奇蹟出現，存在於別的可能性的世界的艾多卡出現在吉達被困的可能性的世界。跟吉達說黃昏先導者的力量使他度過幾近無限的世界，明白黃昏先導者是不應在於世上，請她為破壞黃昏先導者而殺死自己，自己已於學園生活中充分感受到「活下去」。吉達答應並脫離了可能性的世界，與沙夏合作擊敗腓特烈，艾多卡亦隨之被殺。
柊弓江（聲：-／佐藤利奈）
學生會長。人强又漂亮，是很多學生憧憬對象。
曾被腓特烈·多拿以「銜尾蛇」元素回路襲擊，幸好被沙夏所救。經過此事後，對男性有點不大懂如何應對，但就對沙夏有好感。對沙夏亦是直呼其名。於黃昏先導者一段故事中，被副會長南美打入名「吸血鬼之蟲」的病毒，受南美控制襲擊吉達，但不成功。
及川麗（聲： -／大原沙耶香）
學園的保健醫生，成熟的女性，罩杯為G罩杯。就算知道學生是想用身體不適作為藉口逃避上課，也會睁一只眼閉一只眼。與鳳榊一郎及山邊雄大是多年好友，是梅羅斯的一人。
於水之聖堂一戰中幫忙救六實，讓沙夏能專心應付腓特烈·多拿。吉達被捉到聖米海洛普學園時，及川麗負責教導吉達武術。
當南美四處散佈「吸血鬼之蟲」的病毒時，及川麗幫忙照顧御手洗史伽和柊弓江。其後沙夏告知她解除乳鎖的方法，解除了吉達身上的乳鎖。
當沙夏進入水之聖堂時，留下真冬和雷歐二人。雷歐想殺死真冬，但被及川麗勸阻。
鳳榊一郎（聲：-／大川透）
學園的老師，同時為利茲的師父（原本為「賢者」的一員，後來成為背叛者），操縱鈉，人稱不死鳥。
在鍊金階段中的第六階段，可以做到單一電子的控制，亦是歷史上十三位鍊金士中的一人。有着各種外號，黃炎的殉教者、最兇異端審問官、治療師、砍頭的專家、人體煙火師和斷罪的不死鳥。
為了阻止黃金鍊金士，捉了燈。可惜反被黃金鍊金士利用，加快劍之生神女的出現。先後與卡恰和沙夏戰鬥，之後提醒沙夏不能只為了復仇，過去的他也是如此，要有想保護珍重的人的心，成功讓沙夏登上第四階段。最後用他最强的秘技最後的審判（The Last Jadgement）與沙夏對上，被沙夏所殺。臨終時要利兹協助沙夏。動畫中在此被殺，漫畫中則於神女祭典中再登場。
在OAD「女帝的肖像」中曾言喜歡貧乳。
椎崎樓樓（聲：-／明坂聰美）
卡恰的同學，有個沉迷於不良宗教的母親。
曾經險些被母親獻給教主，不過被卡恰搭救，之后對卡恰產生了好感。其後與卡恰和同學到林森學校旅行，但被使用從腓特烈·多拿手中取得「依附木」元素回路的教師襲擊，幸好有卡恰給她的元素回路所保護。其後卡恰、利兹和泰蕾莎前來救援。
在OAD「女帝的肖像」中，被卡洽吸過聖乳後，喜歡上了被吸聖乳的感覺。

## 翠玪學園
天乃翼（聲：南條愛乃）
翠玪學園的前任理事長天乃晴之的孫女，也是深雪的兒時玩伴，是前任雷之攜香女。
喜歡看書，有時候有關童話的發言為難了四周的人。
小時候曾遭遇事故，導致過著輪椅的生活，但她並不會太在意。當天乃晴之過身後，開始愈來愈依靠深雪，甚至排除其他人，活在只有二人的世界。察覺後決定與深雪保持距離，希望二人能夠不依靠彼此，獨立行事。
兒時曾經經驗分離現象，但因天乃晴之使用雷之攜香女得以保命，翼亦因此得到雷之攜香女。被汪震發現她是雷之攜香女的持有人後，被捉，並關在常青之國中。後來為阻止深雪殺掉沙夏，使用雷之攜香女出現在現實世界，並與深雪對戰。因沙夏和真冬前來阻止，並勸解兩人，才得以停戰。可惜汪震此時殺了常青之國中的翼，使現實世界的翼亦隨即消失。臨終時向深雪表白，並把雷之攜香女交給華。雖然意識死了，但肉體還活着，不知可否醒來。
由於小時已不能走動，不明白走動的感受，於常青之國中亦要肯輪椅活動。動畫中則於常青之國中有着極高的活動能力。戰鬥過後平安無事，與深雪一起生活。
瀨田深雪（聲：櫻井浩美）
翼的兒時玩伴，亦是翠玪學園社交會「Sorority」的領袖。
有強烈的正義感，姐姐大人的氣質讓她在學園內有眾多粉絲。相當地重視翼，在心裡曾發誓無論發生什麼都會守護她。
因沙夏與翼甚好，與他對立。為保護翼，自願協助汪震，得到魔女之碑。其後與沙夏對戰，並壓倒性擊敗沙夏。快殺掉沙夏時，被使用雷之攜香女的翼阻止，並與她對戰。但因沙夏和真冬前來勸解，才得以停戰。當翼消失時，與她表白。後來沙夏用上劍之生神女的能力破壞了體內的魔女之碑，得以解放。戰鬥過後，陪伴於失去意識的翼。動畫中銀磁騎士的能力是天乃晴之給予她的。為保護翼，與汪震對戰。被沙夏吸過聖乳後，也喜歡上被吸聖乳的感覺。
皋月綾女（聲：巽悠衣子）
翠玪學園學生，在學生宿舍與深雪同室。因為傾慕著深雪，所以監視著與深雪對立的沙夏……
被深雪發現她知道翼是雷之攜香女的持有人後，深雪使她進入分離現象，但因卡恰前來，才得以保命。被救後成為卡恰的奴隸，在華不在時服侍卡恰。當卡恰進入常青之國救翼和華時，綾女亦在場幫手。於常青之國的戰鬥力在一般學生中甚高，有着各種地圖式武器。動畫中則沒有戰鬥力。
儀仗
偽裝成女性進入翠玪學園擔當教師一職，真正身分為梅羅斯一方的人，目的是讓雷之攜香女成功被聖山回收。
過去曾於卡恰和牛奶就讀的學校任教，傷害兒時的卡恰。
個人戰鬥力甚高，於翠玪學園中曾赤手捉住沙夏，並告知沙夏由理是一名知道很多事的人。後於黃昏先導者一段故事中，不知使用什麼方法進了水之聖堂。告知腓特烈·多拿聖堂中的瑟魯依·蘇只是偽造品，真品早被梅羅斯拿走。其後亦告知吉達腓特烈·多拿是殺害她家人的兇手。
動畫中則只於第二季第六集末段出現過他的背影。

## 神罰執行部 天空之城
聖山於歐洲的分部。由歐洲主教史米諾夫所統領，主張聖山不依靠奇蹟，以人類代理執行神旨為目標的機關。在天空之城眼中，不支持自己的人全是異端，即使是同為聖山的人，其最高戰力「五本山」的每位成員都以捨棄原罪（喪失五感）之一的代價，進而獲得超常的力量。
克利弗多·C·J·克羅弗多（聲：青山穰）
天空之城五本山之一「統領祭司」，把自己的耳朵奉獻給神，故此他完全不理會他人的說話。
雷歐·馬克斯·繆拉（聲：松岡禎丞）
天空之城五本山之二「盲狼」，失去視力。
本人戰鬥力不高，以身邊的狼為武器，最重視的狼為羅伯，一隻同為雙目失明的白色野狼。當雷歐說出「羅伯，吼叫」時，身邊的狼便會作出改變，能夠直立行走，戰鬥力亦相對提高。另外，雷歐手上的權杖具有使一定範圍變成全黑的能力，使對手有如失明一樣。
於至聖女祭典中與藤臣弼交戰，但因藤臣操縱釹造出類似MRI的作用，在雙目失明的情況下還能知道雷歐的位置，被藤臣擊敗。
李梅
天空之城五本山之三「沉默的槍彈」，失去說話的能力。
兒時為歌手，可惜有一次出席活動時被由腓特烈·多拿統領的恐怖分子襲擊，家人全被殺，自己則失去說話的能力。被當時的恐怖分子捉住，早上被訓練成殺人武器，晚上為滿足恐怖分子性慾的工具，而殺死腓特烈·多拿就成為她的生存目的。
其後天空之城來到，救了李梅。當腓特烈·多拿以艾多卡身體復活，出現在她面前，李梅發狂的作出攻擊，並一同進入水之聖堂。進內後因沙夏表現紳士一面，使她第一次感到異性的溫柔，開始愛上沙夏。當腓特烈·多拿使用黃昏先導者的力量使李梅進入可能性的世界，李梅與沙夏為夫妻。李梅最後用身體幫沙夏擋上腓特烈·多拿的偷襲，臨終時第一次興幸自己失去聲音。如果能發聲，一定會對沙夏說「我愛你」。於心中表白後，使用熾天使級法印彈與腓特烈·多拿同歸於盡。
沖浦南美（聲：矢作紗友里）
天空之城五本山之四「擊針」，失去味覺。
表面上是聖米海洛普學園學生會副會長，實際上是天空之城的成員。為幫天空之城爭取時間，四處散佈名「吸血鬼之蟲」的病毒。後因御手洗史伽極力抵抗病毒，說出沖浦南美是散佈病毒的人，使眾人知道她是天空之城的成員。後被沙夏所騙，以為沙夏被病毒控制，放下介心，被沙夏一刀插向她，中毒的學生亦回復正常。但南美回收病毒，使自己每一個細胞都具有意志，成為不死之身。最後被沙夏插上60兆枝鐵針，釘上南美每一個細胞，並同時燃燒起來而被殺。臨終時說沙夏的鐵針上有血的味道，讓她第一次感受到味覺。

## 秘儀12使徒
汪震（聲：浜田賢二）
使徒之二「偉大的零」操縱矽（Si）的鍊金士。原是中國大陸信奉基督教的少數民族，被國家所踐踏，希望建立安穩的未來。
於雷之攜香女一事中，潛入翠玪學園，擔任導師。汪震名義上是幫秘儀回收雷之攜香女，實際上是想建立自己的元素回路魔女之碑。為達到目的，不惜犧牲翼。最後被沙夏協合劍之生神女的能力所殺，臨終時說出上古完素回路比瑟魯依·蘇更危險。動畫中則使用雷之攜香女的能力成為控制網絡世界的人，最後被吸了翼和深雪聖乳的沙夏所殺。
朽葉葵（聲：-／早水理沙）
使徒之三「雙面人」。操縱氧（O）的鍊金士。
原本擁有一名雙胞胎哥哥朽葉悠，二人小時候被秘儀所收養。為了訓練成出色的鍊金士，兩人受到地獄式的訓練，兩人約好長大後一同離開。當秘儀發現葵非常厭倦戰鬥，判定她為沒有資質的鍊金士，於是想把她練成高等聖女。在進行洗禮儀式時，葵的潛在能力被激發出來，把在場的人都殺了，包括哥哥朽葉悠。發現自己錯手殺了悠，葵非常自責，精神遭受很大的打擊，產生出第二人格悠。
為了讓悠復活，葵需要薩魯伊‧蘇的奇蹟。葵為了阻止悠的人格失控導致殺死沙夏，委託沙夏殺了自己。最後沙夏答應了，用劍插穿葵。動畫中葵在此被殺，漫畫中則被愚者送往帕拉塞爾斯冷凍，繼續生存。後於水之聖堂一戰中再登場，此時的葵已能完全控制自己的身體，與沙夏和卡恰對戰。完了水之聖堂一戰，葵留守花園，當喬舒亞離開秘儀後，曾當上照顧燈一職，與牛奶共同行動。
牛奶
使徒之四「傳聲炸彈」。操縱氫（H）的鍊金士，經常載着防毒面具。
兒時和卡恰是同學，因偷養的小狗被殺，加上被斬傷面，激發她鍊金士的能力，燒了兒時的學校。
真田堂貫
使徒之五「千人斬」。操縱鎢（W）的鍊金士。
蓋歐魯克·多拿（聲：遊佐浩二）
使徒之八「γ-ω」。操縱鈷（Co）的鍊金士，亦是腓特烈·多拿的兄弟。
因自身擁有日耳曼純正血統而非常自我中心。於水之聖堂一戰中被沙夏、卡恰和籐臣一齊使用三位一體冥府之門擊中半身。導致需要包成木乃伊一樣。最後於至聖女祭典中與沙夏交手，不敵被沙夏斬開兩半。動畫中則於水之聖堂一戰中，因身體受不了劍之生神女的力量，與腓特烈·多拿溶合成巨大的雙頭怪物。最後被沙夏、卡恰和利茲一齊使用三位一體冥府之門所殺。
吉達·Ｆ（聲：大浦冬華）
使徒之十一「漆黑鑽石」操縱碳（C）的鍊金士。
在雷之攜香女一段故事中，潛入翠玪學園，負責監視瀨田深雪。似乎對瀨田深雪產生特別的情愫。之後被汪震當作棄子。被聖山捉拿，並上了乳鎖，鍊金士的能力被封印住。失去能力的吉達入讀聖米海洛普學園，與辻堂美由梨、御手洗史伽和艾多卡成為朋友。於因黃昏先導者所起的動亂中，與沙夏合作，並解開了乳鎖，回復能力，與南美一戰後，開始對沙夏抱有好感。後從儀仗口中得知家人是給腓特烈·多拿所殺的，開始想脫離秘儀。因哥哥喬舒亞受重傷，激發她登上新的階層，能夠控制空氣中的二氧化碳和有機化合物。動亂過後，與喬舒亞一起離開秘儀。
水瀨文奈（聲：-／高垣彩陽）
操縱鎂（Mg）的鍊金士。
偽裝成聖米海洛普學園的學生，織部真冬的好友，是一開始連續少女殺人魔的真兇，曾擄走山邊燈逼迫織部真冬說出傳說中的聖像「薩魯伊‧蘇之生神女」的所在，之後被沙夏所殺。
克羅亞（聲：-／天田益男）
操縱氯（Cl）的鍊金士，有淨化者克羅亞的稱號，喜好發動種族淨化與宗教戰爭，並從中得到殺人快感。
過去曾滅了泰蕾莎·維里亞所在教堂的所有人，包括疼愛她的維爾瑪修女，之後被沙夏所殺。
夏娃·希爾瓦（本名：夏娃·安娜·柏拉·布蘭德）（声：浅川悠）
操縱汞（Hg）的鍊金士，別號水銀魔女，本人是S。
偽裝成學校老師出現在織部真冬等人面前，試圖從真冬口中得知薩魯伊‧蘇的位置。其後被知道水銀的弱點的沙夏擊敗，受到重傷。使用Q與R來修復自己，再度襲擊真冬，與沙夏再戰。最後被使用出第四階段的沙夏和卡恰聯手殺掉。
一擊必殺的野狼（聲：伊丸岡篤）
操縱鉛（Pb）的鍊金士。右手為槍管，射出鉛的子彈。
於遠距離追擊沙夏和利茲，最後被恢復記憶的沙夏一擊重傷，並被不死鳥殺死。

### 秘儀12使徒候補和相关者
黃金鍊金士（聲：三宅健太）
操縱金（Au）的鍊金士，別名為克里沙，為秘儀的領袖，精通秘儀術者所有人之首。在燈身上釘上聖釘，能遠距離吸取燈的聖乳，亦能使用燈的身體行動。能夠使用出黃金的氣息（Golden Blazer），使一切化作粒子的塵埃。動畫中則於水之聖堂中被吸了真冬、泰蕾莎、華和燈聖乳的沙夏擊中受重傷，被薩魯伊‧蘇捉住關在聖堂中。
愚者（聲：加藤将之）
跟從黃金鍊金士，向12使徒發指示，使用手上的牌作武器。
腓特烈·多拿（聲：成田劍）
別號雙頭的紋章使。
曾四處散佈元素回路，搞出不少麻煩。於水之聖堂一戰，腓特烈·多拿企圖奪取瑟魯依·蘇，終果被沙夏、卡恰和籐臣使用三位一體冥府之門所殺。後因喬舒亞於艾多卡身上使用由黃金鍊金士提供的元素回路，於艾多卡身上復活。腓特烈使用黃昏先導者的力量再次打開通往水之聖堂的路，並成功進入聖堂，可惜發現聖堂中的瑟魯依·蘇只是偽造品。最後沙夏下致命一擊，但不死心向沙夏偷襲，但被李梅擋住，並被李梅使用熾天使級法印彈與他同歸於盡。動畫中則於水之聖堂一戰中，因身體受不了劍之生神女的力量，與蓋歐魯克·多拿溶合成巨大的雙頭怪物。最後被沙夏、卡恰和利茲一齊使用三位一體冥府之門所殺。
エヴァ＝Q、エヴァ＝R（聲：中原麻衣、田村由香里）
夏娃·希尔瓦手下的雙胞胎少女，两人都是M。
身体的修复能力很强，為再生者（Resurrector）。兩人都是為了使夏娃·希尔瓦能繼續年輕而製造出來，在她們被製造出來之前更有A至P。由於長期被凌虐，成為不被凌虐便不能生存的人，對於不凌虐他們的人都要殺。之後被夏娃當作誘餌與沙夏對戰，卡恰發現之後接手，讓沙夏去救織部真冬包括班上的人，最後卡恰放走兩位。但之後被夏娃拿來當作身體損壞需要修復的零件。
エヴァ＝S
夏娃·希尔瓦手下的，與Q、R一樣是M，因為鳳榊一郎暗中幫助之下（鈉活性大，存在一般大氣中，因為容易和水氣或氧氣反應，而產生自燃的現象），被鈉元素所產生的黃色火焰燒死。

### 秘儀術士的基地「花園」
收留聖山與異教徒戰爭中失去親人的孩子們，成為至高聖母侯補的少女們所居住的樂園。待在「花園」的「至高聖母」，是必需成為預定到來之日的救世主之母的侯補人選，花園中的女性皆必須是處女。
阿斯塔蒂（聲：後藤麻衣）
花園中，最高地位「教母」。
得到教母祝福之吻的人，不管是誰都不可侵犯他。
與吉達和燈交情甚好，亦非常喜歡真田堂貫。看來對自己平胸頗為在意。
當黃金鍊金士出現時，阿斯塔蒂會顯得很高興。
喬舒亞．菲利金諾斯（聲：-／松風雅也）
操縱錀（Rg）的鍊金士，為吉達．Ｆ的兄長，由於錀元素不存在於自然界，使他幾乎完全被無視。
捕捉燈失敗後，便待在「花園」當傭人。後因妹妹吉達被捉，試擅自逃離「花園」，結果被葵和真田堂貫發現，送去受審。黃金鍊金士被喬舒亞想救吉達的心所感動，給予他能夠控制與錀為同一組別的元素（金、銀、銅和錀）的能力，條件是要在艾多卡身上使用由他提供的元素回路。
到達日本後第一個遇到的對手是卡恰，並稱自己為「11屬的流浪者」。雖然能控制銅，但亦被卡恰擊敗。當卡恰知道喬舒亞要到聖米海洛普學園，借了安娜斯塔西亞給喬舒亞給他，借喬舒亞的手幫沙夏。到達學園後，立刻發現吉達正與雷歐和李梅交手，並介入戰鬥中。其後在艾多卡身上使用元素回路，使腓特烈·多拿復活，並當上保護腓特烈一職。進入水之聖堂後與沙夏交戰，被斬下右手。其實黃金鍊金士給喬舒亞的能力會從右手開始慢慢侵食喬舒亞的身體，到了心臟後更會致命。正因被斬下右手才得以保命。戰鬥過後，與吉達一起離開秘儀。